# Clemens Wickler
Clemens Wickler (Starnberg, 28 de abril de 1995) é um jogador de vôlei de praia alemão.

## Carreira
No vôlei de quadra (indoor) atuou pelo TuS Fürstenfeldbruck, e em 2008 ingressou nas categorias de base do VC Olympia Kempfenhausen em 2012 atuava no infanto juvenil do TV Bad Tölz e na jornada esportiva de 2013-14 defendia as cores do VC Olympia Berlin na posição de ponta.
Já em 2009 compete nacionalmente no vôlei de praia, no ano de 2011 conquistou o titulo nacional na categoria Sub-17 ao lado de Felix Kroha e em 2012 disputou com Niklas Rudolf o Campeonato Europeu de Vôlei de Praia Sub-18 sediado em Brno, na ocasião terminaram na terceira posição, e com Georg Wolf foi vice-campeão do Circuito Alemão Sub-18, no ano seguinte formou dupla com Moritz Reichert conquistaram a medalha de ouro na edição do Campeonato Mundial de Vôlei de Praia Sub-19 realizada em Porto e com este jogador sagrou-se- campeão do Circuito Alemão Sub-19 e Sub-20.
No Campeonato Europeu de Vôlei de Praia Sub-20 de 2014 sediado em Cesenatico esteve ao lado de Niklas Rudolf na conquista da medalha de ouro e no Mundial Sub-21 de 2014 em Lárnaca terminou na quinta colocação ao lado de Mirko Schneider e no mesmo ano estreou no Circuito Mundial com Armin Dollinger e tiveram como melhor resultado a nona posição no Aberto de Anapa, também foram quarto colocados no Circuito Alemão de 2014 (Smart Beach Tour),  e na edição de 2015  tiveram como melhor desempenho a nona posição no Aberto de Xiamen, além do primeiro titulo do Circuito Alemão de Vôlei de Praia de 2015, e alcançou o vice-campeonato no Masters de Bienna ao lado de Alexander Walkenhorst.
Ainda em 2015 alcançou o quinto lugar no Campeonato Europeu Sub-22 realizado em Macedo de Cavaleiros jogando com Niklas Rudolf. Competiu com Markus Böckermann no Circuito Mundial de 2017 e no mesmo ano com Tim Holler na conquista do segundo título nacional e a partir do Circuito Mundial de 2018 passou a competir com Julius Thole conquistando o terceiro posto no Aberto de Espinho, categoria quatro estrelas, depois terminaram na quarta posição no FIVB World Tour Finals de 2018  em Hamburgo, sendo premiado como o Melhor Jogador do Ano de 2018, e renovando a parceria para 2019 conquistaram no referido circuito o vice-campeonato no Aberto de Haia, categoria quatro estrelas, e são finalistas do Campeonato Mundial de Vôlei de Praia de 2019 em Hamburgo.

## Títulos e resultados
- Torneio 4* de Haia do Circuito Mundial de Vôlei de Praia:2019
- Torneio 4* de Espinho do Circuito Mundial de Vôlei de Praia:2018
- Elite 16 de Doha do Circuito Mundial de Vôlei de Praia de 2024
- FIVB World Tour Finals de 2018:2018
- Circuito Alemão de Vôlei de Praia:2015 e 2017
- Circuito Alemão de Vôlei de Praia:2014
- Circuito Alemão de Vôlei de Praia Sub-20:2013
- Circuito Alemão de Vôlei de Praia Sub-19:2013
- Circuito Alemão de Vôlei de Praia Sub-18:2012
- Circuito Alemão de Vôlei de Praia Sub-17:2011

## Premiações individuais
- Melhor Jogador do Ano do Circuito Alemão de Voleibol de Praia de 2018